# آتورواستاتین
آتورواستاتین (به انگلیسی: Atorvastatin) که با نام تجاری لیپیتور نیز فروخته می‌شود، یک داروی استاتینی است که برای پیشگیری از بیماری‌های قلبی عروقی در افراد در معرض خطر بالا و برای درمان سطوح غیرطبیعی چربی استفاده می‌شود. برای پیشگیری از بیماری‌های قلبی عروقی، استاتین‌ها خط اول درمان هستند. آتورواستاتین به صورت خوراکی مصرف می‌شود. عوارض جانبی رایج آن، شامل درد مفاصل، اسهال، سوزش معده، حالت تهوع و دردهای عضلانی است. عوارض جانبی جدی ممکن است شامل رابدومیولیز، مشکلات کبدی و دیابت باشد. مصرف آتورواستاتین در دوران بارداری ممکن است به جنین آسیب برساند. آتورواستاتین مانند همه استاتین‌ها با مهار HMG-COA ردوکتاز، (آنزیمی که در کبد یافت می‌شود و در تولید کلسترول نقش دارد) عمل می‌کند. آتورواستاتین در سال ۱۹۸۶ به ثبت رسید و در سال ۱۹۹۶ برای استفاده پزشکی در ایالات متحده تأیید شد. این دارو در فهرست داروهای ضروری سازمان جهانی بهداشت قرار دارد. این دارو به عنوان یک داروی عمومی در دسترس است و نسبتاً ارزان می‌باشد. در سال ۲۰۱۹، این دارو با بیش از ۱۱۲ میلیون نسخه، متداول‌ترین داروی تجویز شده در ایالات متحده بود.

## موارد مصرف
کاربردهای اولیه آتورواستاتین برای درمان دیس لیپیدمی (اختلال چربی خون) و پیشگیری از بیماری‌های قلبی عروقی است.
همچنین در درمان هیپرکلسترولمی و کاهش چربی خون نیز مؤثر است. البته هرچند تأثیر اصلی آتورواستاتین در کاهش کلسترول خون است ولی به میزان کمتری تری گلیسرید خون را نیز کاهش می‌دهد.

### اختلال چربی خون
- هیپرکلسترولمی[۹] (هتروزیگوت خانوادگی و غیرخانوادگی) و دیس لیپیدمی مختلط (فردریکسون انواع IIa و IIb) برای کاهش کلسترول، LDL-C[۱۰] ،apo-B،[۱۱] سطح تری گلیسیرید[۱۲] و CRP[۱۳] و همچنین سطح HDL را افزایش می‌دهد.
- هیپرکلسترولمی هتروزیگوت خانوادگی در کودکان[۹]
- هیپرکلسترولمی خانوادگی هموزیگوت[۹][۱۴]
- هیپرتری گلیسیریدمی (فردریکسون نوع IV)
- دیس بتا لیپوپروتئینمی اولیه (فردریکسون نوع III)
- هیپرلیپیدمی ترکیبی[۱۵]

### بیماری‌های قلبی-عروقی
- پیشگیری اولیه از حمله قلبی، سکته مغزی و نیاز به روش‌های عروقی مجدد در افرادی که دارای عوامل خطر مانند سن، سیگار کشیدن، فشار خون بالا، HDL-C پایین و سابقه خانوادگی بیماری قلبی اولیه هستند، اما هنوز شواهدی از بیماری عروق کرونر ایجاد نکرده‌اند.[۱۶]
- پیشگیری ثانویه از انفارکتوس میوکارد، سکته مغزی، آنژین ناپایدار،[۱۷][۱۸] و خون رسانی مجدد در افراد مبتلا به بیماری عروق کرونر ایجاد شده‌است.[۱۹][۲۰]
- پیشگیری از آنفارکتوس میوکارد و سکته مغزی در افراد مبتلا به دیابت نوع 2[۲۱][۲۲][۲۳]

یک متاآنالیز در سال ۲۰۱۴ نشان داد که درمان با استاتین با دوز بالا در مقایسه با درمان با استاتین با دوز متوسط یا کم در کاهش حجم پلاک در بیماران مبتلا به سندرم حاد کرونری به‌طور قابل توجهی مؤثر تر بود. کارآزمایی SATURN که اثرات دوز بالای آتورواستاتین و روزوواستاتین را مقایسه کرد نیز این یافته‌ها را تأیید کرد. با وجود دوز بالا، بازوی مطالعه پراواستاتین ۴۰ میلی‌گرمی در کارآزمایی REVERSAL نتوانست پیشرفت پلاک را متوقف کند، که نشان می‌دهد عوامل دیگری مانند استفاده از استاتین، مدت زمان و محل پلاک نیز ممکن است بر کاهش حجم پلاک و در نتیجه تثبیت پلاک تأثیر بگذارد. به‌طور کلی، کاهش پلاک باید به عنوان یک نقطه پایانی جایگزین در نظر گرفته شود و نباید به‌طور مستقیم برای تعیین مزایای بالینی درمان مورد استفاده قرار گیرد. هنگام در نظر گرفتن دوز بالای استاتین درمانی، خطر افزایش عوارض جانبی نیز باید در نظر گرفته شود.

### بیماری‌های کلیوی
شواهدی از بررسی سیستماتیک و متاآنالیزها وجود دارد که استاتین‌ها، به‌ویژه آتورواستاتین، هم کاهش عملکرد کلیه (eGFR) و هم شدت دفع پروتئین در ادرار را کاهش می‌دهند، با دوزهای بالاتر اثر بیشتری دارند. داده‌ها در مورد اینکه آیا استاتین‌ها خطر نارسایی کلیه را کاهش می‌دهند یا خیر متناقض است. استاتین‌ها، از جمله آتورواستاتین، قبل از جراحی قلب از آسیب حاد کلیه جلوگیری نمی‌کنند.
قبل از تجویز ماده حاجب (CM)، درمان پیش از درمان با آتورواستاتین می‌تواند خطر آسیب حاد کلیه ناشی از کنتراست (CI-AKI) را در بیماران مبتلا به بیماری مزمن کلیوی (CKD) کاهش دهد (eGFR کمتر از ۶۰ میلی‌لیتر بر دقیقه بر ۱٫۷۳m2) که تحت اقدامات مداخله ای مانند کاتتریزاسیون قلبی، آنژیوگرافی عروق کرونری (CAG) یا مداخله عروق کرونر از راه پوست (PCI) قرار می‌گیرند. یک متاآنالیز 21 RCT تأیید کرد که درمان با آتورواستاتین با دوز بالا (۸۰ میلی‌گرم) موثرتر از درمان با دوز معمولی یا دوز پایین استاتین در پیشگیری از CI-AKI است. درمان با آتورواستاتین همچنین می‌تواند به جلوگیری از دیالیز در بیمارستان پس از تجویز CM کمک کند، با این حال هیچ مدرکی مبنی بر کاهش مرگ و میر ناشی از همه علل مرتبط با CI-AKI وجود ندارد. به‌طور کلی، شواهد به این نتیجه رسیدند که درمان با استاتین، صرف نظر از دوز، همچنان در کاهش خطر CI-AKI از عدم درمان یا دارونما مؤثرتر است.

### مصرف
استاتین‌ها (عمدتا سیمواستاتین) در ترکیب با فیبرات‌ها برای مدیریت دیس لیپیدمی در بیمارانی که دیابت نوع ۲ دارند و خطر بیماری قلبی عروقی بالایی دارند آزمایش شده‌است، با این حال، مزایای بالینی محدودی برای اکثر پیامدهای قلبی عروقی ذکر شده‌است.
در حالی که بسیاری از داروهای استاتین باید قبل از خواب برای اثر بهینه تجویز شوند، آتورواستاتین را می‌توان در هر زمانی از روز مصرف کرد، به شرطی که به‌طور مداوم یک بار در روز و در همان زمان مصرف شود.

### گروه‌های خاص
- سالمندان: غلظت پلاسمایی آتورواستاتین در افراد مسن سالم بیشتر از بزرگسالان جوان است و داده‌های بالینی نشان می‌دهد که میزان بیشتری از کاهش LDL در هر دوزی برای افراد جمعیت در مقایسه با بزرگسالان جوان وجود دارد.[۱۶]
- کودکان: اطلاعات فارماکوکینتیک برای این گروه در دسترس نیست.[۱۶]
- جنسیت: غلظت پلاسما در زنان به‌طور کلی بیشتر از مردان است، اما از نظر بالینی تفاوت معنی‌داری در میزان کاهش LDL بین مردان و زنان وجود ندارد.[۱۶]
- نارسایی کلیه: بیماری کلیوی از نظر آماری تأثیر معنی داری بر غلظت آتورواستاتین در پلاسما ندارد و ملاحظات تنظیم مصرف را فقط باید در زمینه سلامت کلی بیمار در نظر گرفت.[۳۹][۴۰]
- همودیالیز: شواهدی با کیفیت متوسط تا بالا برای نشان دادن فقدان مزایای بالینی واضح و قابل توجه استاتین‌ها، از جمله آتورواستاتین، در به حداقل رساندن آنفارکتوس میوکارد غیرکشنده، سکته مغزی و مرگ و میر قلبی-عروقی در بیماران بزرگسال تحت همودیالیز وجود دارد. (از جمله مبتلایان به دیابت یا بیماری‌های زمینه ای قلبی-عروقی، علیرغم کاهش مرتبط بالینی در سطح کلسترول تام و LDL)[۴۱][۴۲] با این حال، یک تجزیه و تحلیل تعقیبی روی آتورواستاتین نشان داد که ممکن است همچنان در کاهش حوادث قلبی ترکیبی، مرگ و میر قلبی و تمام علل در افرادی که کلسترول LDL پایه بالاتر از ۳٫۷۵ میلی مول در لیتر دارند، مفید باشد.[۴۳] در حالی که مطالعه SHARP نشان داد که درمان‌های کاهش دهنده کلسترول LDL (به عنوان مثال ترکیب استاتین-ازتیمیب) در کاهش خطرات حوادث آترواسکلروتیک عمده در بیماران CKD از جمله بیماران دیالیز مؤثر است، تجزیه و تحلیل زیر گروه بیماران همودیالیزی هیچ مزیت قابل‌توجهی را نشان نداد.[۴۴] اینکه آیا همودیالیز بر سطح استاتین تأثیری داشته یا نه، به‌طور خاص در این کارآزمایی‌های اصلی مورد بررسی قرار نگرفت.
- نارسایی کبدی: افزایش سطح دارو را می‌توان در بیماران مبتلا به سیروز پیشرفته مشاهده کرد. در بیماران مبتلا به بیماری مزمن کبدی الکلی باید از اقدامات احتیاطی خاصی استفاده شود.[۱۶] با وجود این نگرانی‌ها، یک بررسی سیستماتیک و تجزیه و تحلیل شواهد موجود در سال ۲۰۱۷ نشان داده‌است که استاتین‌ها، مانند آتورواستاتین، برای استفاده در سیروز پایدار و بدون علامت نسبتاً ایمن هستند و حتی ممکن است خطر پیشرفت بیماری کبد و مرگ را کاهش دهند.[۴۵]

## موارد منع مصرف
- بیماری فعال کبدی: کلستاز، انسفالوپاتی کبدی، هپاتیت و یرقان
- افزایش غیرقابل توضیح در سطوح AST یا ALT
- بارداری: آتورواستاتین ممکن است با تأثیر بر کلسترول و تری گلیسیرید پلاسما، که برای رشد جنین ضروری هستند، به جنین آسیب برساند.[۱۶]
- شیردهی: مقادیر کمی از سایر داروهای استاتین به شیر مادر منتقل می‌شود، اگرچه آتورواستاتین به‌طور خاص مورد مطالعه قرار نگرفته‌است.[۱۶] به دلیل خطر ایجاد اختلال در متابولیسم لیپیدهای شیرخوار، آتورواستاتین با شیردهی سازگاری ندارد.[۴۶]
- افزایش قابل توجه سطح CPK یا در صورت مشکوک شدن یا تشخیص میوپاتی پس از شروع دوز آتورواستاتین: به ندرت، آتورواستاتین ممکن است باعث رابدومیولیز شود و ممکن است بسیار جدی باشد که منجر به آسیب حاد کلیه به دلیل میوگلوبینوری شود.[۴۷] در صورت مشکوک یا تشخیص رابدومیولیز، درمان با آتورواستاتین باید فوراً قطع شود.[۴۸] احتمال ابتلا به میوپاتی با تجویز همزمان سیکلوسپورین، مشتقات اسید فیبریک، اریترومایسین، نیاسین و ضد قارچ‌های آزول افزایش می‌یابد.[۱۶]

با کریپ فورت هم نخورید (دکتر معین)

## عوارض جانبی

### عمده
- دیابت نوع ۲ در تعداد کمی از افراد مشاهده می‌شود و یک اثر طبقه غیر معمول از همه استاتین‌ها است.[۴۹][۵۰][۵۱] با این حال، مزایای استاتین درمانی در پیشگیری از سکته مغزی کشنده و غیرکشنده، بیماری عروق کرونر کشنده قلب و آنفارکتوس غیر کشنده میوکارد قابل توجه است.[۵۲] برای اکثر افراد، مزایای استاتین درمانی بسیار بیشتر از خطر ابتلا به دیابت است.[۵۳] یک متاآنالیز در سال ۲۰۱۰ نشان داد که هر ۲۵۵ نفر تحت درمان با استاتین به مدت چهار سال - کاهش ۵٫۴ رخداد اصلی عروق کرونر را به همراه داشت و تنها یک مورد جدید دیابت را ایجاد کرد.[۵۳]
- شواهدی وجود دارد که نشان می‌دهد عوارض جانبی مانند میوپاتی و میالژی در بیمارانی که دوزهای بالاتر آتورواستاتین را در صورت مصرف طولانی مدت مصرف می‌کنند، بیشتر رخ می‌دهد.[۵۴][۵۵] همچنین در صورت مصرف طولانی مدت استاتین‌ها با سایر داروهای همزمان، خطر افزایش رابدومیولیز ناشی از استاتین نیز وجود دارد. همان‌طور که قبلاً ذکر شد، در صورت بروز این مشکل باید فوراً مصرف آتورواستاتین قطع شود.[۵۶]
- ناهنجاری‌های مداوم آنزیم‌های کبدی (افزایش ترانس آمینازهای کبدی) ثبت شده‌است.[۵۷] افزایش سه برابری بیشتر از حد طبیعی در ۰٫۵٪ از افرادی که به جای دارونما با آتورواستاتین ۱۰ میلی‌گرم تا ۸۰ میلی‌گرم تحت درمان قرار گرفتند، ثبت شد.[۵۸] توصیه می‌شود قبل از شروع درمان با آتورواستاتین، عملکرد کبد با آزمایش‌های آزمایشگاهی ارزیابی شود و پس از آن طبق اندیکاسیون بالینی تکرار شود. اگر در حین مصرف آتورواستاتین شواهدی مبنی بر آسیب جدی کبدی رخ دهد، باید مصرف آن را قطع کرد و تا زمانی که علت اختلال عملکرد کبدی مشخص نشده‌است، مجدداً شروع نشود. اگر علت دیگری یافت نشد، مصرف آتورواستاتین باید به‌طور دائم قطع شود.[۱۶]

### شایع
در کارآزمایی‌های بالینی موارد زیر در ۱ تا ۱۰ درصد از افرادی که آتورواستاتین مصرف می‌کنند مشاهده شده‌است:
- درد مفاصل[۱۶]
- مدفوع شل[۱۶]
- سوء هاضمه[۱۶]
- درد عضلانی[۱۶]
- حالت تهوع[۱۶]
- هایپرگلیسمی دوز بالا آتورواستاتین نیز با بدتر شدن کنترل قند خون همراه است.[۵۹][۶۰]

### سایر

#### شناختی
گزارش‌های نادری از کاهش برگشت‌پذیر حافظه و سردرگمی با همه استاتین‌ها، از جمله آتورواستاتین، وجود دارد. با این حال، شواهد کافی برای ارتباط مصرف استاتین با اختلالات شناختی وجود ندارد، و خطرات شناختی احتمالاً با اثرات مفید تبعیت از درمان با استاتین بر بیماری‌های قلبی عروقی و عروق مغزی غلبه می‌کند.

#### پانکراتیت
شواهدی وجود دارد که نشان می‌دهد استفاده از آتورواستاتین ممکن است خطر پانکراتیت حاد را در افرادی که در حال حاضر در معرض خطر بالاتری هستند، افزایش دهد. با این حال، شواهدی نیز وجود دارد که نشان می‌دهد مصرف آتورواستاتین با کاهش سطح تری گلیسیرید، خطر پانکراتیت حاد را در افراد مبتلا به هیپرتری گلیسیریدمی خفیف تا متوسط کاهش می‌دهد.

#### اختلال نعوظ
به نظر می‌رسد استاتین‌ها تأثیر مثبتی بر اختلال نعوظ دارند.

## برهم کنش
فیبرات‌ها دسته ای از داروها هستند که می‌توانند برای هیپرلیپیدمی مختلط شدید یا مقاوم به درمان در ترکیب با استاتین‌ها یا به صورت تک درمانی استفاده شوند. درمان همزمان آتورواستاتین با داروهایی از گروه دارویی فیبرات (مانند ژمفیبروزیل، فنوفیبرات) می‌تواند خطر ابتلا به میوپاتی و رابدومیولیز را افزایش دهد.
مصرف همزمان آتورواستاتین با یکی از مهارکننده‌های CYP3A4 مانند ایتراکونازول، تلیترومایسین و وریکونازول، ممکن است غلظت پلاسمایی آتورواستاتین را افزایش دهد که ممکن است منجر به عوارض جانبی شود. این احتمال کمتر در مورد سایر مهارکننده‌های CYP3A4 مانند دیلتیازم، اریترومایسین، فلوکونازول، کتوکونازول، کلاریترومایسین، سیکلوسپورین، مهارکننده‌های پروتئاز یا وراپامیل وجود دارد، و تنها به ندرت با سایر مهارکننده‌های CYP3A4، مانند آمیودارون و آپپرپیتانت، اتفاق می‌افتد. اغلب، بوزنتان، فسفنی توئین و فنی توئین که القاء کننده CYP3A4 هستند، می‌توانند غلظت پلاسمایی آتورواستاتین را کاهش دهند. اما به ندرت، باربیتورات‌ها، کاربامازپین، افاویرنز، نویراپین، اکسکاربازپین، ریفامپین و ریفامایسین، که القاکننده‌های CYP3A4 نیز هستند، می‌توانند غلظت آتورواستاتین را در پلاسما کاهش دهند. داروهای ضدبارداری خوراکی باعث افزایش AUC برای نورتی استرون و اتینیل استرادیول شدند. این افزایش‌ها باید در هنگام انتخاب یک ضدبارداری خوراکی برای زنی که آتورواستاتین مصرف می‌کند در نظر گرفته شود.
آنتی اسیدها به ندرت می‌توانند غلظت پلاسمایی داروهای استاتین را کاهش دهند، اما تأثیری بر اثر کاهش LDL-C ندارند.
همچنین ثابت شده‌است که نیاسین خطر ابتلا به میوپاتی یا رابدومیولیز را افزایش می‌دهد.
برخی استاتین‌ها همچنین ممکن است غلظت سایر داروها مانند وارفارین یا دیگوکسین را تغییر دهند که منجر به تغییر در اثر یا نیاز به نظارت بالینی می‌شود.
افزایش سطح دیگوکسین به دلیل آتورواستاتین یک افزایش ۱٫۲ برابری در ناحیه زیر منحنی (AUC) است که منجر به یک تداخل دارویی جزئی می‌شود. انجمن قلب آمریکا بیان می‌کند که ترکیب دیگوکسین و آتورواستاتین منطقی است. برخلاف برخی دیگر از استاتین‌ها، آتورواستاتین با غلظت وارفارین به روش بالینی معنی دار (مشابه پیتاواستاتین) تعامل ندارد.
مکمل ویتامین دی غلظت آتورواستاتین و متابولیت فعال را کاهش می‌دهد، اما به‌طور هم افزایی غلظت LDL و کلسترول کل را کاهش می‌دهد.
اجزای آب گریپ فروت از مهارکننده‌های شناخته شده CYP3A4 روده ای هستند. نوشیدن آب گریپ فروت همراه با آتورواستاتین ممکن است باعث افزایش Cmax و ناحیه زیر منحنی (AUC) شود. این یافته در ابتدا نگرانی‌هایی را در مورد سمیت ایجاد کرد و در سال ۲۰۰۰، توصیه شد که افرادی که آتورواستاتین مصرف می‌کنند نباید آب گریپ فروت را «به شیوه ای بدون نظارت» مصرف کنند. مصرف با دوزهای پایین‌تر آتورواستاتین نشان داده‌است که آب گریپ فروت باعث افزایش سطح آتورواستاتین در خون می‌شود که می‌تواند خطر عوارض جانبی را افزایش دهد. هیچ مطالعه‌ای که تأثیر مصرف آب گریپ فروت را ارزیابی کرده باشد شامل شرکت‌کنندگانی نشده‌است که بالاترین دوز آتورواستاتین (۸۰ میلی‌گرم روزانه) را دریافت کرده‌اند، که اغلب برای افراد با سابقه بیماری‌های قلبی عروقی (مانند حمله قلبی) تجویز می‌شود؛ یا سکته مغزی ایسکمیک یا در افرادی که در معرض خطر بالای بیماری قلبی عروقی قرار دارند. افرادی که آتورواستاتین مصرف می‌کنند باید قبل از مصرف آب گریپ فروت با پزشک یا داروساز خود مشورت کنند، زیرا اثرات مصرف آب گریپ فروت بر روی آتورواستاتین با توجه به عواملی مانند مقدار و دفعات مصرف آب میوه، تفاوت در ترکیبات آبمیوه و آماده‌سازی آب میوه بین دسته‌ها یا مارک‌های مختلف، در کیفیت و روش تهیه متفاوت خواهد بود.
زمانی که آتورواستاتین همراه با کلشی سین تجویز می‌شود، چند مورد میوپاتی گزارش شده‌است.

## مکانیسم اثر
همانند سایر استاتین‌ها، آتورواستاتین یک مهارکننده رقابتی HMG-COA ردوکتاز است. با این حال، برخلاف بسیاری دیگر، این یک ترکیب کاملاً مصنوعی است.
HMG-CoA ردوکتاز کاهش ۳-هیدروکسی-۳- متیل گلوتاریل-کوآنزیم آ (HMG-CoA) به موالونات را کاتالیز می‌کند، که مرحله محدود کننده سرعت در بیوسنتز کلسترول کبدی است. مهار آنزیم سنتز کلسترول را کاهش می‌دهد و بیان گیرنده‌های لیپوپروتئین با چگالی کم (گیرنده‌های LDL) را در سلول‌های کبدی افزایش می‌دهد. این امر جذب LDL توسط سلول‌های کبدی را افزایش می‌دهد و میزان کلسترول LDL را در خون کاهش می‌دهد. آتورواستاتین مانند سایر استاتین‌ها سطح تری گلیسیرید خون را کاهش می‌دهد و سطح کلسترول HDL را کمی افزایش می‌دهد.
در افراد مبتلا به سندرم حاد کرونری، درمان با آتورواستاتین با دوز بالا ممکن است نقش تثبیت پلاک را ایفا کند. در دوزهای بالا، استاتین‌ها اثرات ضد التهابی دارند، باعث کاهش هسته پلاک نکروزه می‌شوند و عملکرد اندوتلیال را بهبود می‌بخشند، که منجر به تثبیت پلاک و گاهی پسرفت پلاک می‌شود. انتظار مشابهی با استفاده از آتورواستاتین با دوز بالا به عنوان یک نوع پیشگیری از عود سکته مغزی ترومبوتیک ثانویه وجود دارد.

### فارماکودینامیک
کبد محل اصلی عمل آتورواستاتین است، زیرا این محل اصلی سنتز کلسترول و پاکسازی LDL است. این دوز آتورواستاتین به جای غلظت داروی سیستمیک است که با میزان کاهش LDL-C ارتباط دارد. در یک مرور سیستماتیک کاکرین، میزان وابسته به دوز آتورواستاتین بر روی لیپیدهای خون تعیین شد. در محدوده دوز ۱۰ تا ۸۰ میلی‌گرم در روز کلسترول تام ۲۷٫۰ درصد به ۳۷٫۹ درصد، کلسترول LDL 37.1 درصد به ۵۱٫۷ درصد و تری گلیسیرید ۱۸٫۰ درصد به ۲۸٫۳ درصد کاهش یافت.

## فارماکوکینتیک

### جذب
وقتی آتورواستاتین به صورت خوراکی مصرف شود، جذب سریعی می‌شود و زمان تقریبی آن تا حداکثر غلظت پلاسمایی (Tmax) 1 تا ۲ ساعت است. فراهمی زیستی مطلق دارو حدود ۱۴٪ است، اما دسترسی سیستمیک برای فعالیت HMG-CoA ردوکتاز تقریباً ۳۰٪ است. آتورواستاتین تحت کلیرانس روده ای بالا و متابولیسم گذر اول قرار می‌گیرد که علت اصلی دسترسی سیستمیک پایین است. تجویز آتورواستاتین همراه با غذا باعث کاهش ۲۵ درصدی Cmax (نرخ جذب) و کاهش ۹ درصدی در AUC (میزان جذب) می‌شود، اگرچه غذا تأثیری بر اثر کاهش LDL-C پلاسما برای آتورواستاتین ندارد. تجویز دوز عصرانه باعث کاهش Cmax و AUC هر کدام تا ۳۰ درصد می‌شود. با این حال، زمان تجویز آتورواستاتین در کاهش LDL-C پلاسما تأثیری ندارد.

### پخش
متوسط حجم توزیع آتورواستاتین تقریباً ۳۸۱ لیتر است. این آتورواستاتین به شدت به پروتئین متصل می‌شود (۹۸٪) و مطالعات نشان داده‌است که احتمالاً در شیر مادر ترشح می‌شود.

### متابولیسم
متابولیسم آتورواستاتین در درجه اول از طریق هیدروکسیلاسیون سیتوکروم P450 (3A4) برای تشکیل متابولیت‌های ارتو و پاراهیدروکسیله فعال و همچنین متابولیت‌های مختلف بتا اکسیداسیون است. متابولیت‌های ارتو و پاراهیدروکسیله مسئول ۷۰٪ فعالیت سیستمیک HMG-CoA ردوکتاز هستند. متابولیت ارتوهیدروکسی از طریق گلوکورونیداسیون متابولیسم بیشتری را متحمل می‌شود. به عنوان سوبسترای ایزوآنزیم CYP3A4، حساسیت به مهارکننده‌ها و القاکننده‌های CYP3A4 را نشان می‌دهد تا غلظت‌های پلاسمایی را افزایش یا کاهش دهند. این تداخل در شرایط آزمایشگاهی با تجویز همزمان اریترومایسین، یک مهارکننده ایزوآنزیم شناخته شده CYP3A4، که منجر به افزایش غلظت آتورواستاتین در پلاسما شد، مورد آزمایش قرار گرفت. همچنین آتورواستاتین یک مهارکننده سیتوکروم 3A4 است.

### دفع
آتورواستاتین عمدتاً از طریق دفع صفراوی کبدی دفع می‌شود و کمتر از ۲ درصد آن از طریق ادرار دفع می‌شود. دفع صفرا به دنبال متابولیسم کبدی یا خارج کبدی صورت می‌گیرد. به نظر نمی‌رسد که گردش خون آنتروکبدی وجود داشته باشد. نیمه عمر آتورواستاتین تقریباً ۱۴ ساعت است. قابل توجه، به نظر می‌رسد که فعالیت مهاری ردوکتاز HMG-CoA نیمه عمری بین ۲۰ تا ۳۰ ساعت دارد که تصور می‌شود به دلیل متابولیت‌های فعال باشد. آتورواستاتین همچنین یک سوبسترای انتقال دهنده خروجی P-گلیکوپروتئین روده ای است که دارو را در حین جذب دارو به داخل مجرای روده برمی‌گرداند.
در نارسایی کبدی، غلظت پلاسمایی آتورواستاتین به‌طور قابل توجهی تحت تأثیر بیماری کبدی همزمان قرار می‌گیرد. افراد مبتلا به بیماری کبدی در مرحله Child-Pugh A افزایش چهار برابری در Cmax و AUC را نشان می‌دهند. افراد مبتلا به بیماری کبدی مرحله B Child Pugh افزایش ۱۶ برابری در Cmax و افزایش ۱۱ برابری در AUC را نشان می‌دهند.

## فارماکوژنتیک
چندین پلی مورفیسم ژنتیکی ممکن است با افزایش عوارض جانبی مربوط به استاتین با پلی‌مورفیسم‌های تک نوکلئوتیدی (SNPs) در ژن SLCO1B1 مرتبط باشد که شیوع میوپاتی مربوط به استاتین را ۴۵ برابر بیشتر از افراد بدون پلی‌مورفیسم نشان می‌دهد.
مطالعات متعددی وجود دارد که انواع ژنتیکی و پاسخ‌های متغیر به آتورواستاتین را نشان می‌دهد. پلی‌مورفیسم‌هایی که اهمیت ژنوم گسترده‌ای را در جمعیت قفقازی نشان دادند، SNPs در منطقه APOE بودند. rs445925،rs7412،rs429358 و rs4420638 که هنگام درمان با آتورواستاتین بسته به ژنوتیپ، پاسخ متغیر LDL-c را نشان دادند. یکی دیگر از گونه‌های ژنتیکی که اهمیت ژنومی گسترده‌ای را در قفقازی‌ها نشان داد، SNP rs10455872 در ژن LPA بود که منجر به سطوح بالاتر Lp(a) می‌شود که باعث کاهش ظاهری LDL-c به آتورواستاتین می‌شود. این مطالعات در جمعیت قفقازی بود، تحقیقات بیشتری با یک گروه بزرگ باید در قومیت‌های مختلف انجام شود تا پلی مورفیسم‌های بیشتری شناسایی شود که می‌تواند بر فارماکوکینتیک آتورواستاتین و پاسخ درمانی تأثیر بگذارد.

## سنتز شیمیایی

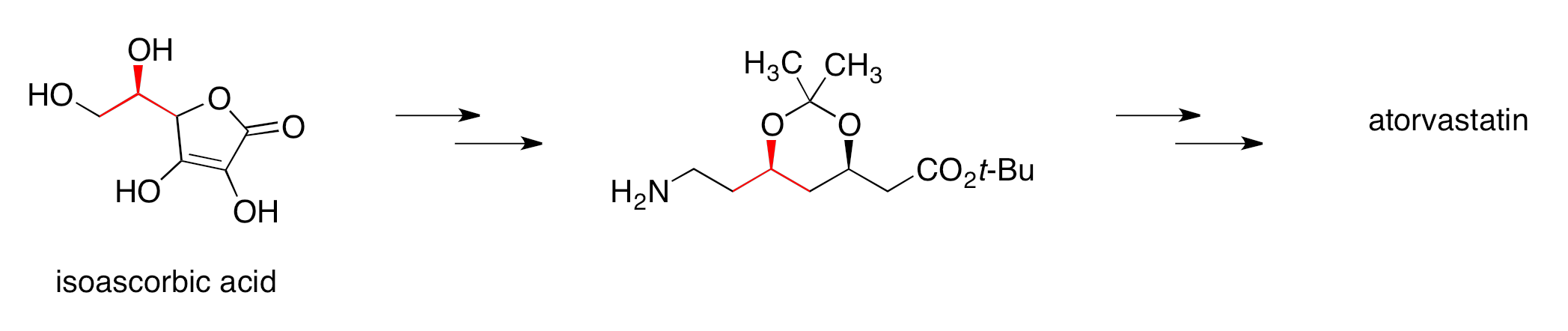
سنتز آتورواستاتین در تولید تجاری (فرایند) شیمی. مرحله کلیدی ایجاد مراکز استریو این دارو، از طریق استفاده اولیه از یک محصول طبیعی ارزان قیمت (رویکرد استخر کایرال)

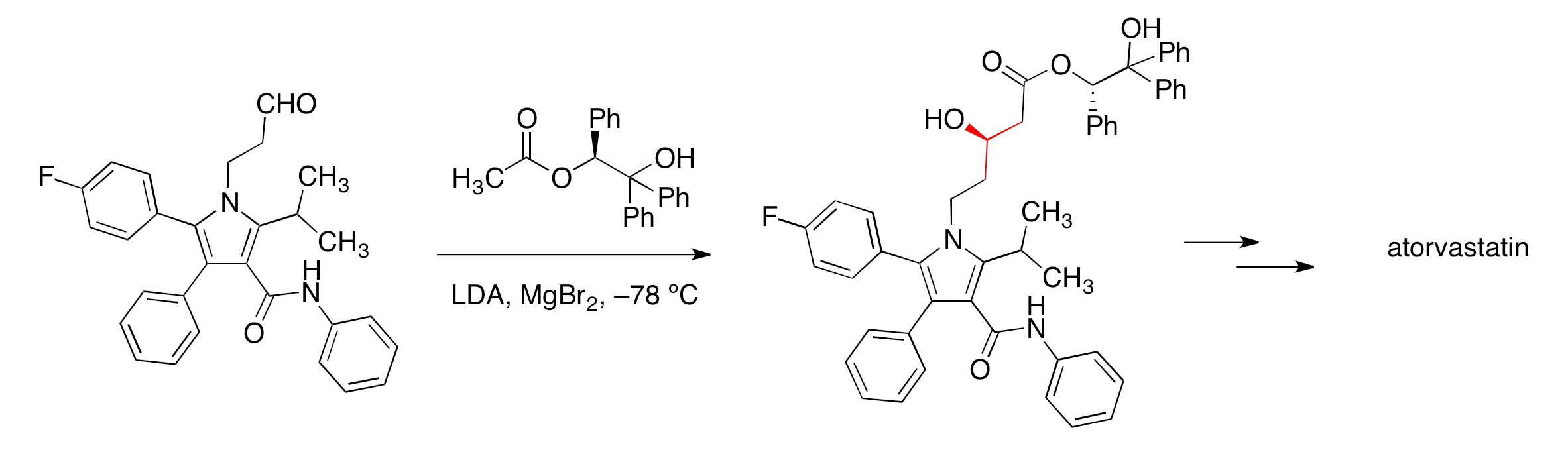
سنتز آتورواستاتین در طول کشف شیمی. مرحله کلیدی ایجاد مراکز استریو، با استفاده از رویکرد کمکی استر کایرال.

اولین سنتز آتورواستاتین در پارک دیویس که در طول کشف دارو رخ داد، راسمیک بود و سپس جداسازی کروماتوگرافی کایرال انانتیومرها انجام شد. یک مسیر انانتیو انتخابی اولیه برای آتورواستاتین از یک استر کمکی کایرال برای تنظیم استریوشیمی اولین از دو گروه عاملی الکل از طریق یک واکنش آلدول دیاستری انتخابی استفاده می‌کرد.
هنگامی که این ترکیب وارد توسعه پیش بالینی شد، شیمی فرایند یک سنتز مقرون به صرفه و مقیاس‌پذیر ایجاد کرد. در مورد آتورواستاتین، یک عنصر کلیدی از سنتز کلی، تضمین خلوص استریوشیمیایی در ماده دارویی نهایی بود، و از این رو ایجاد اولین استریوستر به یک جنبه کلیدی از طراحی کلی تبدیل شد. تولید تجاری نهایی آتورواستاتین به رویکرد استخر کایرال متکی بود، جایی که استریوشیمی اولین گروه عاملی الکل در سنتز انجام شد - از طریق انتخاب اسید ایزوآسکوربیک، یک محصول طبیعی ارزان قیمت و مشتق شده از گیاه که به راحتی تهیه می‌شود.
مجموعه کلسیم آتورواستاتین شامل دو یون آتورواستاتین، یک یون کلسیم و سه مولکول آب است.

## تاریخچه
بروس راث، که در سال ۱۹۸۲ توسط وارنر-لامبرت به عنوان شیمیدان استخدام شد، یک «ترکیب آزمایشی» با نام رمز CI 981 - که بعدها آتورواستاتین نامیده شد - سنتز کرد. اولین بار در اوت ۱۹۸۵ ساخته شد. مدیریت وارنر-لامبرت نگران بود که آتورواستاتین یک همسان دارو (دارویی که اثراتی بسیار شبیه به یک داروی از پیش موجود دارد) و شبیه به رقیب مرک و شرکت لواستاتین (با نام تجاری میواکور) باشد. میواکور که اولین بار در سال ۱۹۸۷ به بازار عرضه شد، اولین استاتین صنعت بود و نسخه مصنوعی مرک - سیمواستاتین - در مراحل پیشرفته توسعه بود. با این وجود، بروس راث و روسایش، راجر نیوتن و رونالد کرسول، در سال ۱۹۸۵، مدیران شرکت را متقاعد کردند که این ترکیب را به آزمایش‌های بالینی پرهزینه منتقل کنند. نتایج اولیه در مقایسه آتورواستاتین با سیمواستاتین نشان داد که آتورواستاتین قوی تر و با عوارض جانبی کمتری ظاهر می‌شود.
در سال ۱۹۹۴، یافته‌های یک مطالعه با بودجه مرک در The Lancet منتشر شد که در آن اثر استاتین‌ها در کاهش کلسترول برای اولین بار ثابت شد که «در حملات قلبی کشنده در میان افراد مبتلا به بیماری قلبی، نه تنها استاتین کلسترول بد LDL را کاهش می‌دهد، بلکه منجر به کاهش شدید کلسترول نیز می‌شود.»
در سال ۱۹۹۶، وارنر-لامبرت قراردادی برای فروش لیپیتور با فایزر منعقد کرد و در سال ۲۰۰۰، فایزر وارنر-لامبرت را به قیمت ۹۰٫۲ میلیارد دلار خریداری کرد. لیپتور در سال ۱۹۹۶ وارد بازار شد. در سال ۲۰۰۳، لیپتور به پرفروش‌ترین دارو در ایالات متحده تبدیل شد. از سال ۱۹۹۶ تا ۲۰۱۲، تحت نام تجاری لیپیتور، آتورواستاتین با بیش از ۱۲۵ میلیارد دلار فروش در طی ۱۴٫۵ سال، به پرفروش‌ترین داروی جهان در تمام دوران تبدیل شد. و ۱۳ میلیارد دلار در سال در اوج خود، لیپیتور به تنهایی «تا یک چهارم درآمد سالانه شرکت فایزر را برای سالها تأمین می‌کرد».
حق اختراع فایزر در مورد آتورواستاتین در نوامبر ۲۰۱۱ منقضی شد.

## در جوامع

### اقتصاد
آتورواستاتین نسبتاً ارزان است. بر اساس مفاد قانون محافظت از بیمار و مراقبت مقرون به صرفه (PPACA) در ایالات متحده، برنامه‌های بهداشتی ممکن است هزینه‌های آتورواستاتین ۱۰ میلی‌گرم و ۲۰ میلی‌گرم را برای بزرگسالان ۴۰ تا ۷۵ ساله بر اساس توصیه‌های کارگروه خدمات پیشگیرانه ایالات متحده (USPSTF) پوشش دهد. برخی از طرح‌ها فقط سایر استاتین‌ها را پوشش می‌دهند.

### فراخوانی دارو
در ۹ نوامبر ۲۰۱۲، یک داروسازی هندی به نام آزمایشگاه رانباکسی، داوطلبانه دوزهای ۱۰، ۲۰ و ۴۰ میلی‌گرمی نسخه ژنریک آتورواستاتین خود را در ایالات متحده فراخواند. مقدار زیادی آتورواستاتین، بسته‌بندی شده در بطری‌های ۹۰ و ۵۰۰ قرص، به دلیل آلودگی احتمالی با ذرات شیشه ای بسیار کوچک شبیه به اندازه یک دانه شن (اندازه کمتر از ۱ میلی‌متر) فراخوان شد. FDA هیچ گزارشی مبنی بر آسیب ناشی از آلودگی دریافت نکرد. رانباکسی همچنین بطری‌های قرص‌های ۱۰ میلی‌گرمی را در اوت ۲۰۱۲ و مارس ۲۰۱۴ فراخوان داد، به دلیل این نگرانی که بطری‌ها ممکن است حاوی قرص‌های بزرگ‌تر و ۲۰ میلی‌گرمی باشند و در نتیجه باعث ایجاد خطاهای احتمالی در دوز شوند.